# Fallout (ТВ серија)
 (транскр.  Фолаут) америчка је телевизијска серија коју су створили Грејам Вагнер и Џенева Робертсон Дворет за Amazon Prime Video. Темељи се на истоименој франшизи видео-игара коју су створили Тим Кејн и Леонард Бојарски. Главне улоге тумаче Ела Пернел, Арон Мотен, Кајл Маклохлан, Моизес Аријас, Кселија Мендес Џоунс и Волтон Гогинс.
Приказана је 10. априла 2024. Добила је позитивне рецензије критичара. Истог месеца наручена је друга сезона.

## Радња
Серија приказује последице Великог рата 2077. године, апокалиптични нуклеарни холокауст у алтернативној историји Земље где је напредак у нуклеарној технологији после Другог светског рата довео до појаве ретрофутуристичког друштва и рата за ресурсе који је уследио. Многи преживели нашли су се уточиште у бункерима познатим као Трезори, несвесни да је сваки Трезор дизајниран за извођење социолошких и психолошких експеримената над својим становницима. Више од 200 година касније, 2296. године, млада жена по имену Луси напушта свој дом у Трезору 33 да би се упустила у опасно немилосрдну пустош разореног Лос Анђелеса како би пронашла свог оца, који је киднапован.

## Улоге
| Глумац               | Улога        |
| -------------------- | ------------ |
| Ела Пернел           | Луси Маклин  |
| Арон Мотен           | Максимус     |
| Кајл Маклохлан       | Хенк Маклин  |
| Моизес Аријас        | Норм Маклин  |
| Кселија Мендес Џоунс | Дејн         |
| Волтон Гогинс        | Купер Хауард |

## Епизоде
| Бр. еп. | Наслов | Редитељ                          | Сценариста                              | Премијера       |
| ------- | ------ | -------------------------------- | --------------------------------------- | --------------- |
| 1       |        | Џонатан Нолан                    | Џенева Робертсон Дворет и Грејам Вагнер | 10. април 2024. |
| 2       |        | Џонатан Нолан                    | Џенева Робертсон Дворет и Грејам Вагнер | 10. април 2024. |
| 3       |        | Џонатан Нолан                    | Џенева Робертсон Дворет и Грејам Вагнер | 10. април 2024. |
| 4       |        | Данијел Греј Лонђино             | Киран Фицџералд                         | 10. април 2024. |
| 5       |        | Клер Килнер                      | Карсон Мел                              | 10. април 2024. |
| 6       |        | Фредерик Е. О. Тој               | Кери Дорнето                            | 10. април 2024. |
| 7       |        | Фредерик Е. О. Тој и Клер Килнер | Чез Хокинс                              | 10. април 2024. |
| 8       |        | Вејн Јип                         | Гурсимран Санду                         | 10. април 2024. |